# Rotes Dänisches Milchrind

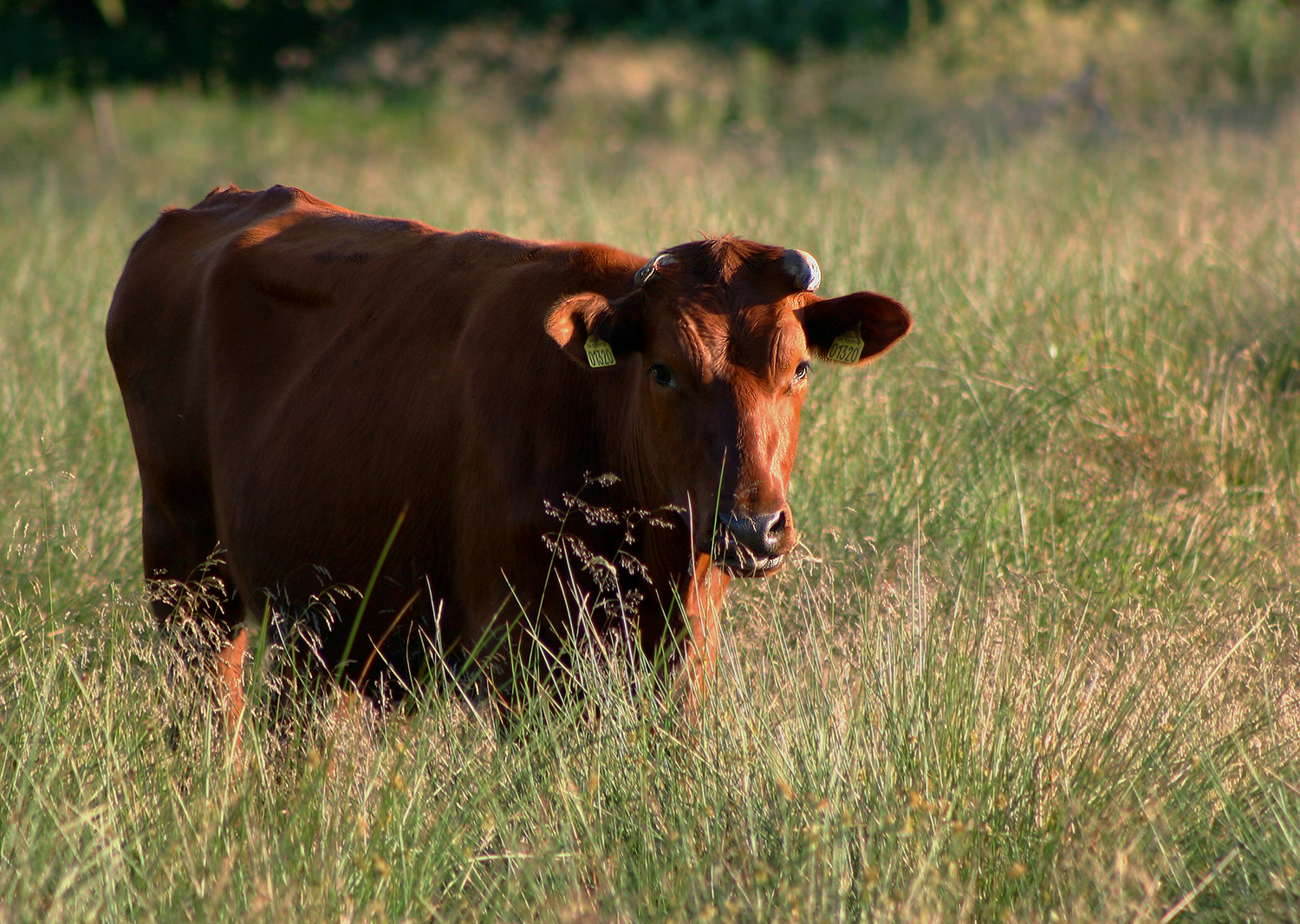
Rotes Dänisches Milchrind

Das Rote Dänische Milchvieh (RDM, Rødt Dansk Malkekvæg) ist eine Rinderrasse aus Dänemark.
Die Rasse entstand im 19. Jahrhundert aus der Kreuzung der ursprünglichen dänischen Landrassen mit Angler Rindern, Ballumvieh und nordschleswigschem Vieh. Dabei entstand ein einfarbig rotes Rind.
Nach dem Zweiten Weltkrieg wurde die Rasse in das Angler Rind, aber auch in Gelbvieh, Glanvieh, Harzer Rotvieh und anderen Rassen eingekreuzt.
Damals hatten die Kühe eine Widerristhöhe von ungefähr 132 cm, einen Brustumfang von etwa 202 cm bei einem Gewicht von rund 650 kg, Die Milchleistung betrug 1955/56 bei 474.460 Kühen 3961 kg Milch bei 4,15 % Fett. Bullen hatten ein Gewicht von rund 1000 kg. Die Mastleistung war mit dem Schwarzbunten Rind vergleichbar.
Zur Verbesserung der Milchleistung dieser Rasse (1970: 151.000 Kühe mit einer Leistung von 4877 kg Milch und 4,15 % Fett) wurden seit ca. 1970 andere Rassen, insbesondere Red Holstein und Brown-Swiss, aber auch Ayrshire und Schwedisches Rotvieh eingekreuzt.
Durch die Einkreuzungen konnten die Milchleistungen der Kühe dieser Rasse bedeutend gesteigert werden. Die ursprüngliche Rasse ist jedoch heute wegen dieser Einkreuzungen bedroht.
Leistung heute (2005): 42599 Kühe (moderner Typ) mit 8380 kg Milch bei 4,25 % Fett und 3,53 % Eiweiß.